# 者利河
者利河，位于中国广西壮族自治区西部和云南省东南部，是谷拉河右岸支流，上游也称劳水河、那仗河，发源于广西那坡县德隆乡团结村东2.3千米处，蜿蜒北流经那坡县城城厢镇，明暗流相间流入云南省富宁县，在富宁县谷拉乡渭莫附近汇入谷拉河。干流长58千米，流域面积566平方千米。